# Abdulrahman Mohamed
Abdulrahman Mohamed (nascido em 1 de outubro de 1963) é um futebolista dos Emirados Árabes Unidos, que atuava como defensor.

## Carreira
Abdulrahman Mohamed integrou a histórica Seleção Emiratense de Futebol da Copa do Mundo de 1990. 